# Les Secrets de monsieur Synthèse
Les Secrets de monsieur Synthèse est un roman affilié au merveilleux scientifique de l'écrivain français Louis Boussenard publié en feuilleton de mars 1888 à février 1889 dans la revue hebdomadaire de vulgarisation scientifique La Science illustrée. Il est publié en format relié sans doute en 1890 par les éditeurs Charles Marpon et Ernest Flammarion. Il narre les aventures d'un inventeur de génie, M. Synthèse, qui cherche à recréer une vie intelligente.

## Intrigue
Le savant monsieur Synthèse a utilisé ses inventions pour devenir immensément riche. Il multiplie les projets mégalomanes, à savoir modifier la forme de la Terre pour lui permettre de sortir de son axe terrestre et voyager à travers l'espace, ou encore ce qu'il nomme son « Grand-Œuvre » : s'installer sur une terre vierge pour y développer l'évolution d'une nouvelle humanité à partir d'une simple cellule.

## Analyse de l'œuvre
Louis Boussenard met en scène un savant hors norme assez typique des productions de l'époque : le savant de génie totalement amoral. Monsieur Synthèse est un savant d'origine suédoise de nationalités helvète et américaine, possédant une immense fortune. Il est à l'origine de nombreuses inventions : des pilules apportant toutes les substances nutritives nécessaires, appareil plongeant dans un état de sommeil artificiel tout en gardant une activité consciente. Parmi ses projets en cours, il vise à modifier la forme de la Terre afin de modifier son axe et in fine la faire dévier de sa route habituelle pour la diriger à travers l'espace au gré de ses envies. Cependant, son projet le plus immédiat  concerne son « Grand-Œuvre », une tentative pour « forcer l'évolution ». En effet, il entreprend de recréer une nouvelle humanité à partir d'une cellule qu'il installerait sur une nouvelle terre, créée également de toutes pièces à partir de terres récupérées depuis le fond de la mer.
Louis Boussenard fait reposer quelques-unes des inventions de M. Synthèse sur les sciences de son temps. Il fait ainsi explicitement référence à un certain nombre de savants : les travaux du professeur Charcot inspirent son appareil pour plonger dans le sommeil artificiel, ceux de Charles Darwin, Louis Pasteur, Jean-Baptiste de Lamarck ou Xavier Bichat l'inspirent dans ses projets démiurges de création de la vie.

## Éditions
- La Science illustrée du no 15 du 10 mars 1888 au no 63 du 9 février 1889 (ill. Charles Clérice).
- Marpon et Flammarion, v. 1890, dans le recueil Les Secrets de M. Synthèse (ill. Charles Clérice).
- Encrage, coll. « Romans scientifiques » no 2, 2011, dans le recueil Les Secrets de M. Synthèse, suivi de Dix mille ans dans un bloc de glace  (ISBN 978-2-36058-107-8).